# Sopa paraguaiana

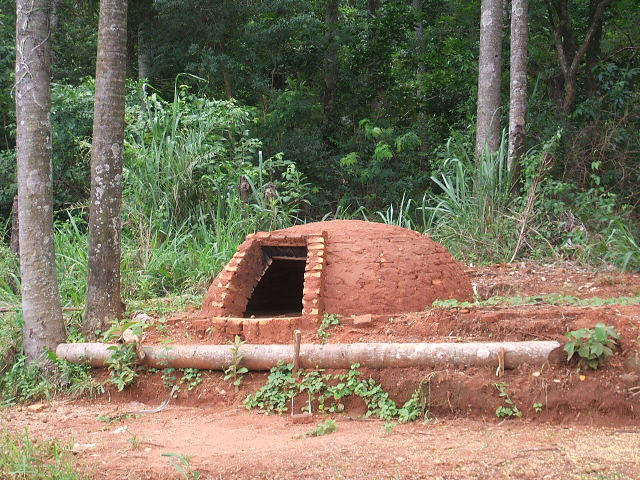
Tatakuá, forn especial on es cuina la sopa.

La sopa paraguaiana és un plat típic de la gastronomia de Paraguai, producte del sincretisme guaraní i espanyol. Els guaranís acostumaven a consumir menjars pastosos elaborats amb farina de blat de moro o de mandioca embolicats en fulles d'abacà o banana i cuinades entre cendra calenta. Els jesuïtes -en la seva majoria espanyols-, van introduir l'ús de: formatge, ous i llet (additius que van ser agregats als menjars preparats pels guaranís. Per això,l a sopa paraguaiana es tracta d'un pa de pessic esponjós salat, de gran contingut calòric i proteic.

## Ingredients i preparació

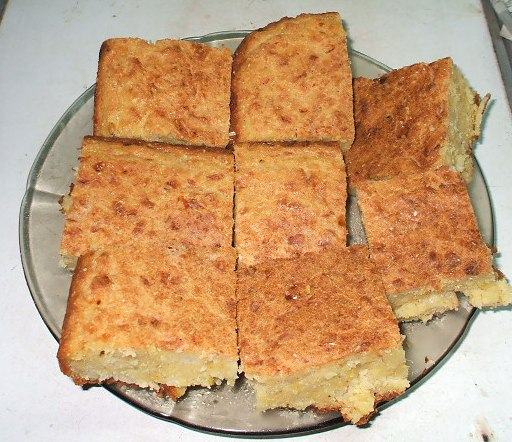
Porcions de sopa paraguaiana.

Per a la tradicional sopa paraguaiana s'utilitzen: ceba, aigua, sal gruixuda, greix de porc, ous, formatge fresc, farina de blat de moro -no polenta-, llet quallada o natural, nata de llet-recepta tradicional-.
Hi ha qui reemplacen la farina de blat de moro per panotxa tendra: - ¾ kg de panotxa tendra - 2 cebes - ½ tassa d'oli - 1 cullerada de sal gruixuda - ½ kg formatge - ¾ litre de llet - 4 ous 
Altres varietats, com la denominada "sopa paraguaiana d'hisenda" o "sopa paraguaiana del Senyor Carlos" -en memòria de qui va batejar aquest plat- utilitzen pràcticament els mateixos ingredients, variant fonamentalment les quantitats per donar a la pasta més gran o menor consistència i fer-la més o menys greixosa, de conformitat amb el gust dels comensals.
"La sopa tradicional" segueix els passos següents en la seva preparació: es talla finament la ceba i se la bull amb aigua i sal. Després es bat el greix de vaca i s'agreguen els ous, continuant el batut. S'afegeix el formatge. A aquesta pasta se li incorpora la ceba la qual va bullir 15 minuts, la farina de blat de moro, amb la llet i la nata. Es mescla tot amb suavitat i es col·loca la pasta obtinguda en una safata engreixada per després cuinar a forn calent (200 °C) durant una hora aproximadament.